# Будівництво 18 і ВТТ
Будівництво 18 і ВТТ (рос. ИТЛ Строительства 18) — підрозділ, що діяв в структурі управлінь промислового будівництва і виправно-трудових таборів СРСР.

## Історія
Відповідно до постанови Ради Міністрів СРСР № 1001-346 від 30 березня 1948 Міністерство внутрішніх справ СРСР повинно було організувати табори для ув'язнених в районі Ішимбая для будівництва комбінату № 18 і завезти 12 тисяч ув'язнених.
Час існування: організований 08.01.49 , 07.02.49 ;
закритий 14.05.53 (перейменований в Хакаський ВТТ)
Управління таборів розташовувалося за адресою: Башкирська АРСР, м Ішимбай, Садова, б. 5.

## Підпорядкування
- Головне управління таборів промислового будівництва (рос. ГУЛПС) з 07.02.1949,
- Головне управління таборів з будівництва нафтопереробних заводів і підприємств штучного рідкого палива (рос. Главспецнефтестрой — ГСНС) з 06.10.1951,
- ГУЛАГ МЮ з 02.04.1953

## Виконувані роботи
- будівництво комбінату 18 МНП ,
- будівництво та експлуатація нафтопромислів,
- будівництво ямної ємності для мазуту об'ємом 1,5 млн куб. м,
- будівництво Салаватської ТЕЦ і ЛЕП, водозабірних споруд на р. Біла, ремонтно-механічного заводу, заводу мінеральної вати, цегельного заводу,
- будівництво та експлуатація асфальтобетонного заводу, цегельного і заводу карбонізованих виробів,
- будівництво бетонного, вапняного, шлакоблочного заводів і ДОКу,
- будівництво водопроводу і каналізації, об'єктів соціально культурного побуту, житлове будівництво.